# フリードリヒ・フォン・ゴットル＝オットリリエンフェルト
フリードリヒ・フォン・ゴットル＝オットリリエンフェルト（Friedrich von Gottl-Ottlilienfeld、1868年11月13日 - 1958年10月19日）は、ドイツの経済学者・経済哲学者。

## 略歴
ウィーン生まれ。ハイデルベルク大学で新歴史学派のカール・グスタフ・アドルフ・クニースの最晩年の弟子になるとともにマックス・ヴェーバーにも師事し、1897年に学位、1900年に教授資格を取得した。同大学の私講師を振り出しにブリュン工科大学・ミュンヘン工科大学・ハンブルク大学・キール大学などで教鞭をとり、1926年ベルリン大学に移った。ここで国家学部長などを歴任し1941年の退職後はグラーツのドイツ国民経済学研究所の所長となった。第二次世界大戦中にナチスに協力した経歴もあり、戦後は孤独な生活を送りフランクフルト・アム・マインで死去した。

## 業績
ゴットルの業績は経済学以外にも技術論・社会哲学・認識論など幅広い領域に及んでおり、師のクニースから継承された歴史学派経済学をベースとしつつもオーストリア学派経済学・新カント派哲学・現象学・「生の哲学」などの影響を受け、旧来の自然科学的な法則科学としての経済学を批判し経済学の思惟を「言葉の支配」から解放しようとした。彼の認識論はヴェーバーやルートヴィヒ・フォン・ミーゼスにも大きな影響を与えたといわれる。
彼は師であるクニースの有機体論から大きな影響を受けつつも、個人の自由意志を重視する師の主張を継承せず、個人が超越的な「有機体」に従属するという独特の「社会構成体」論を唱えた。このため彼はその反個人主義・反自由主義の思想によって、ナチズムの社会思想と親和的な理論と見なされるようになり、ナチスのブレーンとして重用されることになった。
日本では、戦時期に盛んになった政治経済学の方法論に対し、オトマール・シュパンと並んで大きな影響を与え、板垣與一・酒枝義旗・印南博吉ら多くの追随者を生んだ。

## 主著
- 『生としての経済』(Wirtschaft als Leben, 1925)
- 『経済と科学』(Wirtschaft und Wissenschaft, 1931)
- 『経済の本質と根本概念』(Wesen und Grundbegriffe der Wirtschaft, 1933)

岩波文庫（西川清治・藤原光治郎訳、1942年）
- 『民族・国家・経済・法律』(Volk, Staat, Wirtschaft und Recht, 1936)